# Разность множеств
Ра́зность двух мно́жеств — теоретико-множественная операция, результатом которой является множество, в которое входят все элементы первого множества, не входящие во второе множество.
Обычно разность множеств {\displaystyle A} и {\displaystyle B} обозначается как {\displaystyle A\setminus B},
но иногда можно встретить обозначение {\displaystyle A-B} и {\displaystyle A\sim B}.
Пусть {\displaystyle A} и {\displaystyle B} — два указанных в определении множества, тогда их разность определяется (на теоретико-множественном языке):
{\displaystyle A\setminus B=\{x\in A\mid x\not \in B\}.}
Когда {\displaystyle A\subseteq B}, множество {\displaystyle B\setminus A} часто называют дополнением множества {\displaystyle A} до множества {\displaystyle B}. 
Обычно предполагается, что рассматриваются подмножества одного и того же множества, которое, в этом случае называют универсумом, скажем, {\displaystyle X}. Тогда можно рассматривать вместе с каждым множеством {\displaystyle A\subset X} и его дополнение до множества {\displaystyle X} — множество {\displaystyle X\setminus A}, при обозначении которого часто опускается значок универсума: {\displaystyle \setminus A}; при этом говорится, что {\displaystyle \setminus A} — (просто) дополнение множества (без указания, дополнением до чего является данное множество).
С учётом данного замечания, оказывается, что {\displaystyle A\setminus B=A\cap (\setminus B)}, то есть дополнение множества {\displaystyle B} до множества {\displaystyle A} есть пересечение множества {\displaystyle A} и дополнения множества {\displaystyle B}.
Также применяется и операторная запись вида {\displaystyle A^{\complement }}, {\displaystyle \complement _{X}A} или (если опустить универсальное множество) {\displaystyle \complement A}, {\displaystyle {\overline {A}}}, {\displaystyle A'}.
Операция разности множеств не является по определению симметричной по отношению ко входящим в неё множествам. Симметричный вариант теоретико-множественной разности двух множеств описывается понятием симметрической разности.

## Примеры
- Пусть {\displaystyle A=\{3,\;4,\;5,\;6\},\;B=\{6,\;7,\;8,\;9,\;10\}}. Тогда {\displaystyle A\setminus B=\{3,\;4,\;5\},\;B\setminus A=\{7,\;8,\;9,\;10\}.}
- Пусть {\displaystyle \mathbb {R} } — множество всех вещественных чисел, {\displaystyle \mathbb {Q} } — множество рациональных чисел, а {\displaystyle \mathbb {Z} } — множество целых чисел. Тогда {\displaystyle \mathbb {R} \setminus \mathbb {Q} } — множество всех иррациональных чисел, а {\displaystyle \mathbb {Q} \setminus \mathbb {Z} } — дробных.

## Свойства
Пусть {\displaystyle A,\;B,\;C,\;D} — произвольные множества.
- Вычитание множества из самого себя даёт в результате пустое множество:

{\displaystyle A\setminus A=\varnothing .}
- Свойства пустого множества относительно разности:

{\displaystyle \varnothing \setminus A=\varnothing ;}
{\displaystyle A\setminus \varnothing =A.}
- Разность двух множеств содержится в уменьшаемом:

{\displaystyle A\setminus B\subset A.}
- {\displaystyle A\cup (B\setminus A)=A\cup B}. Из этой формулы следует, что операция разности не является обратной операции суммы (то есть объединению).
- {\displaystyle A\setminus B=A\setminus (A\cap B).}
- Разность не пересекается с вычитаемым:

{\displaystyle A\cap (B\setminus A)=\varnothing .}
- Разность множеств равна пустому множеству тогда и только тогда, когда уменьшаемое содержится в вычитаемом:

{\displaystyle A\setminus B=\varnothing \Leftrightarrow A\subset B.}
- Законы де Моргана в алгебре множеств формулируются следующим образом:

{\displaystyle A\setminus (B\cap C)=(A\setminus B)\cup (A\setminus C);}
{\displaystyle A\setminus (B\cup C)=(A\setminus B)\cap (A\setminus C).}
- {\displaystyle (A\cup B)\setminus C=(A\setminus C)\cup (B\setminus C);}
- {\displaystyle A\setminus (B\setminus C)=(A\setminus B)\cup (A\cap C);}
- {\displaystyle A\setminus (B\cup C)=(A\setminus B)\setminus C;}
- {\displaystyle (B\setminus A)\cap C=(B\cap C)\setminus A=B\cap (C\setminus A);}
- {\displaystyle (B\setminus A)\cup C=(B\cup C)\setminus A}, если {\displaystyle C\cap A=\varnothing }.
- Если {\displaystyle A\subset B} и {\displaystyle C\subset D}, то {\displaystyle (A\setminus D)\subset (B\setminus C);}
- Если {\displaystyle A\subset B}, то для любого {\displaystyle C} выполняется {\displaystyle (C\setminus B)\subset (C\setminus A)}. Это соотношение имеет свой аналог в арифметике: если {\displaystyle a\leqslant b}, то для любого {\displaystyle c} справедливо {\displaystyle (c-b)\leqslant (c-a)}.

## Компьютерные реализации
В пакете Mathematica операция реализована с помощью функции Complement. В пакете MATLAB она же реализована с помощью функции setdiff.
В языке программирования Pascal (а также в его объектном расширении Object Pascal) операция разности множеств представлена оператором −, обоими операндами и результатом выполнения которого являются значения типа set.
В языке программирования Python операция реализована с помощью метода difference над объектом типа set.

## Дополнение множества

### Определение
Если из контекста следует, что все рассматриваемые множества являются подмножествами некоторого фиксированного универсума {\displaystyle X}, то определяется операция дополнения:
{\displaystyle A^{\complement }=X\setminus A\equiv \{x\in X\mid x\not \in A\}.}

### Свойства
- Операция дополнения является унарной операцией на булеане {\displaystyle 2^{X}}.
- Законы дополнения:[1]

- {\displaystyle A\cup A^{\complement }=X;}
- {\displaystyle A\cap A^{\complement }=\varnothing .}

В частности, если оба {\displaystyle A} и {\displaystyle A^{\complement }} непусты, то {\displaystyle \{A,\;A^{\complement }\}} является разбиением {\displaystyle X}.
- {\displaystyle X^{\complement }=\varnothing ;}
- {\displaystyle \varnothing ^{\complement }=X;}
- {\displaystyle (A\subset B)\Leftrightarrow (B^{\complement }\subset A^{\complement }).}

- Операция дополнения является инволюцией:

{\displaystyle (A^{\complement })^{\complement }=A.}
- Законы де Моргана:

- {\displaystyle (A\cup B)^{\complement }=A^{\complement }\cap B^{\complement };}
- {\displaystyle (A\cap B)^{\complement }=A^{\complement }\cup B^{\complement }.}

- Законы разности множеств:

- {\displaystyle A\setminus B=A\cap B^{\complement };}
- {\displaystyle (A\setminus B)^{\complement }=A^{\complement }\cup B.}

## Кодировка
| Графема | Название   | Юникод | HTML    | LaTeX       |
| ------- | ---------- | ------ | ------- | ----------- |
| ∁       | COMPLEMENT | U+2201 | &#8705; | \complement |